# Città di Trapani (nave)
La Città di Trapani è stata una nave ospedale della Regia Marina, già motonave passeggeri italiana.

## Storia

### In servizio passeggeri
Progettata nell'ottobre 1927 e costruita tra il 1928 ed il 1929 nei Cantieri Navali del Tirreno di Riva Trigoso, l'unità era in origine una motonave passeggeri relativamente piccola, lunga 92,1 metri e larga 12,22, con una stazza lorda di 2467 tsl ed una stazza netta di 1422 tsn. Un motore diesel FIAT alimentato a nafta, della potenza di 1625 CV, azionava un'elica singola, permettendo una velocità di 12,2-12,5 nodi.
Iscritta con matricola 141 al Compartimento marittimo di Palermo, la Città di Trapani apparteneva alla Società Anonima di Navigazione Tirrenia, con sede a Napoli. In tempo di pace la nave venne utilizzata per il trasporto di passeggeri sulle rotte di competenza della Tirrenia (Mar Tirreno e Mediterraneo occidentale sino alle coste dell'Africa settentrionale).

### La seconda guerra mondiale
Qualche mese dopo l'ingresso dell'Italia nella seconda guerra mondiale, il 16 ottobre 1940, la motonave venne requisita a Genova dalla Regia Marina e quindi utilizzata per oltre un anno come trasporto truppe.
Alle 6.35 del 28 ottobre 1940 la Città di Trapani salpò da Brindisi diretta a Valona, in convoglio con i piroscafi Argentina e Tagliamento e scortata dal piccolo incrociatore ausiliario Lago Tana e dalla vecchia torpediniera Giacomo Medici: nonostante un probabile attacco da parte del sommergibile greco Papanikolis poco fuori Brindisi, il convoglio giunse a destinazione alle tre del pomeriggio dello stesso giorno.
Alle cinque del mattino del 20 luglio 1941 la nave lasciò il Pireo diretta a Sira, insieme alla motonave Città di Agrigento e con la scorta dell'incrociatore ausiliario Brioni, delle torpediniere Libra e Lince e dei MAS 535 e 539, componenti il convoglio «Cuneo», che, durante la navigazione, venne infruttuosamente attaccato con un siluro, alle 9.28 di quel giorno, dal sommergibile HMS Tetrarch, ad est di Termia (oggi Citno, a sudest di Atene).
Il 4 settembre 1941 la Città di Trapani lasciò Bari in convoglio con i piroscafi Rosandra e Milano e sotto la scorta dell'incrociatore ausiliario Attilio Deffenu, giungendo a Durazzo lo stesso giorno. Il 7 settembre la nave rientrò a Bari da Durazzo, insieme ai trasporti truppe Italia e Quirinale e con la scorta, oltre che del Deffenu, della torpediniera Antares.
Il 1º ottobre 1941 la motonave si trasferì in convoglio da Durazzo a Spalato unitamente ai piroscafi Monstella e Quirinale ed alla scorta del Deffenu e dell'anziana cannoniera Ernesto Giovannini, tornando a Durazzo quattro giorni più tardi, insieme alle stesse navi ma con la scorta del solo Deffenu. Il 7 ottobre l'unità lasciò Bari e rientrò a Durazzo, sempre assieme a Monstella e Quirinale, mentre per la scorta al Deffenu si era aggiunto un altro incrociatore ausiliario, lo Zara.
Nel novembre 1941, per rimpiazzare le unità perse e quelle bisognose di manutenzione, la Regia Marina decise di dotarsi di una nuova nave ospedale: la scelta cadde sulla Città di Trapani. Ridipinta secondo le norme stabilite dalla Convenzione di Ginevra per le navi ospedale (scafo e sovrastrutture bianche, fascia verde interrotta da croci rosse sullo scafo e croci rosse sui fumaioli), la nave, attrezzata con il materiale sanitario recuperato dal relitto della nave ospedale California, affondata da aerosiluranti nella rada di Siracusa nel precedente mese di agosto (ed i cui tentativi di recupero erano stati definitivamente frustrati da incendi e mareggiate in ottobre), venne iscritta nel ruolo del naviglio ausiliario dello Stato il 19 febbraio 1942, entrando quindi in servizio nel corso dello stesso mese. Con “solo” 250 posti letto, la Città di Trapani risultò la più piccola tra le navi ospedale italiane in servizio, ma anche di impiego più flessibile rispetto alle grandi navi passeggeri impiegate sino ad allora.

La nave fotografata nel Mediterraneo centrale il 16 giugno 1942, durante le operazioni di soccorso successive alla battaglia di Mezzo Giugno.

Il 15 giugno 1942, dopo la conclusione della Battaglia di mezzo giugno, la Città di Trapani venne inviata nel Mediterraneo orientale, insieme alla nave ospedale Aquileia, per cercare altri superstiti, se ve n'erano, dell'incrociatore pesante Trento, immobilizzato da un aerosilurante e finito dal sommergibile HMS Umbra alcune ore prima. I cacciatorpediniere della scorta avevano tuttavia già salvato i 602 sopravvissuti tra i 1150 membri dell'equipaggio del Trento, pertanto la ricerca fu vana. Terminata tale ricerca la Città di Trapani si trasferì nel Mediterraneo centrale, dove il 16 giugno, avvistato uno zatterino “carley”, ne recuperò i tre occupanti: tre militari, due britannici ed uno statunitense, naufraghi del mercantile Chant, colpito ed affondato da aerei durante lo scontro di Pantelleria, il giorno precedente. I tre uomini, separati dal resto dell'equipaggio nel frettoloso abbandono della nave (incendiatasi con grave rischio di esplosione del carico di benzina e munizioni), erano stati dati per morti. Il 17 giugno la Città di Trapani, poco al largo di Pantelleria, prese a bordo i 210 sopravvissuti del cacciatorpediniere britannico Bedouin – affondato dagli incrociatori Raimondo Montecuccoli ed Eugenio di Savoia e da aerosiluranti nello scontro di Pantelleria – recuperati dalla nave soccorso Meta, e circa trenta altri naufraghi britannici ed americani, recuperati da MAS ed idrovolanti.
La sera del 28 luglio 1942 la nave ospedale, in navigazione, convenientemente illuminata, da Derna a Tobruk, venne attaccata da un velivolo britannico, uscendo comunque indenne dall'attacco.

#### L'affondamento
Alle 9.30 del 1º dicembre 1942 la Città di Trapani, in navigazione da Napoli a Biserta (aveva appena avuto inizio l'attività delle navi ospedale verso la Tunisia, dove si stavano ritirando le truppe italo-tedesche) agli ordini del comandante Scotto, venne scossa, a 17 miglia dalla costa, da un'esplosione subacquea successivamente attribuita ad una mina magnetica (o, per altre fonti, ad un siluro del sommergibile britannico Unrivalled). Cinque uomini dell'equipaggio perirono nello scoppio, mentre gli altri occupanti della nave abbandonarono ordinatamente l'unità (prima i feriti gravi, quindi le crocerossine, i feriti lievi e gli infermi, poi il direttore sanitario, colonnello medico Alfano, seguito dall'equipaggio e, per ultimo, dal comandante Scotto), che affondò in dodici minuti, undici miglia dalla costa.
Dal maggio al dicembre 1942 la Città di Trapani aveva svolto in tutto 13 missioni come nave ospedale, trasportando complessivamente 2496 malati e 1430 tra feriti e naufraghi.

### Il nome
Finita la guerra, nel 1948, la Tirrenia, in ricordo dell'unità perduta nel corso della guerra, ribattezzò Città di Trapani una nave gemella della nave ospedale, la Città di Marsala e la pose in servizio come nave passeggeri. 
Tale unità naufragò a seguito d'incaglio, nelle acque di Trapani, il 4 dicembre 1957, causando la morte di quattro uomini dell'equipaggio e due marinai del rimorchiatore Pirano, giunto in soccorso ed anch'esso affondato.